# 文炯培
文 炯培（ムン・ヒョンべ, 朝: 문형배, 1966年2月11日 - ）は、韓国の裁判官。憲法専門家で、革新系の判事で構成する「ウリ法研究会」の会長を務めている。本貫は南平文氏。

## 来歴
ソウル大学校法学科卒業直前に1986年実施の第28回司法試験に合格。1992年、釜山地方裁判所判事に任官された。
2005年8月公職選挙法違反で起訴された金政夫国会議員が裁判を欠席したことに「ソクラテスは自身の知への愛から死ぬまで無罪を主張したのに、無罪と思うのなら、裁判に出席するべき」と文は苦言を呈した。
2006年7月12日には放火未遂容疑で起訴された女性に懲役10ヶ月と執行猶予2年を宣告し、中国の作家が著したエッセイ「生きている間に必ずすべき49のこと」を手渡した。2007年2月7日には自殺願望で旅館に放火容疑で起訴された被告に対し、「自殺を10回叫んでみなさい。私にはあなたが叫んだ自殺が殺人のように聞こえる。時に死のうと思った理由が生きる理由になるから、生を大切に」と述べた。
2010年、自身を含め革新派判事属する「ウリ法研究会」に保守派の判事が「間違って、判事達が私的に派閥を形成すると勢力化する恐れがあるという懸念を生むことになる。懸念を生まないためには研究会を解体する必要がある」と述べた。文は「ウリ法研究会は学術団体として大法院から容認を受けている。論文集を発刊する事で研究会としての地位を明確にする」と反論。
2016年には釜山家庭裁判所所長、2018年には釜山高等法院首席裁判官を歴任。2019年3月に文在寅が文を憲法裁判所判事として指名することを発表。4月19日に憲法裁判所判事として任命された。
2024年に憲法裁判所所長権限代行を兼任することになった。2024年に起きた尹錫悦韓国大統領弾劾訴追では判事の一員として担当することになる。弾劾訴追の主審として鄭亨植（チョン・ヒョンシク）判事に指名されたが、文は「誰が主審裁判官を務めても、裁判の速度方向性は変わらない」と述べた。2025年1月25日には与党・国民の力は文が「韓国はより多くの対北朝鮮支援を提供すべき。中国は北朝鮮の核問題で韓国の利益を守るためなら、北朝鮮との関係改善を促すべき」と述べていることに対し、文は親中派・親北の人物だと主張。
同月1月29日、国民の力は文が野党・共に民主党代表の李在明と懇意になっていることを批判。加えて、「極左である文判事と李美善（イ・ミソン）判事、鄭桂先（チョン・ゲソン）判事は尹大統領弾劾審判から自ら退け」と述べた。